# Блэксток, Томми
То́мас (То́мми) Блэ́ксток (англ. Thomas Blackstock; 1882 — 8 апреля 1907) — шотландский футболист. Выступал на позиции защитника.

## Биография
Родился в Керколди в 1882 году. Выступал за шотландские клубы «Данникер Рейнджерс», «Блу Белл», «Рэйт Роверс», «Лит Атлетик» и «Кауденбит». В июне 1903 года перешёл в английский клуб «Манчестер Юнайтед», на тот момент выступавший во Втором дивизионе. Дебютировал за клуб 3 октября 1903 года в матче с «Арсеналом». В сезоне 1903/04 провёл за клуб 7 матчей в чемпионате и 3 — в Кубке Англии. Пробился в основной состав команды в сезоне 1905/06, сыграв 21 матч в чемпионате. По итогам этого сезона «Юнайтед» занял во Втором дивизионе 2-е место, получив, таким образом, право вернуться в Первый дивизион Футбольной лиги.
В сезоне 1906/07 провёл лишь 4 матча за основной состав. 8 апреля 1907 года в матче резервного состава «Манчестер Юнайтед» против «Сент-Хеленс Таун» потерял сознание после удара мяча головой. Фрэнк Бакли, находившийся рядом, помог перенести его в раздевалку. Однако Блэксток вскоре скончался, не приходя в сознание.
Было проведено расследование по установлению причин смерти футболиста. Согласно официальному заключению, Блэксток умер из-за «естественных причин». Однако его одноклубники (например, Фрэнк Бакли) усомнились в этом заключении, полагая, что причиной смерти мог стать инфаркт или апоплексический удар.
Многие игроки «Манчестер Юнайтед» были разочарованы тем, «как обошлись с семьёй Блэкстока после смерти». После этого Билли Мередит, Чарли Робертс, Чарли Сэгар, Герберт Берджесс и Сэнди Тернбулл приняли решение о создании профсоюза футболистов. 2 февраля 1907 года в отеле «Империал» в Манчестере состоялся первый съезд футболистов, на котором был создан Профсоюз футболистов ассоциации.